# Nederländska frihetskriget
Nederländska frihetskriget från 1568 till 1648, även kallat spansk-nederländska kriget, åttioårskriget eller holländska revolten, var det krig där Nederländerna blev självständigt från Spanien. Under kriget blev den nederländska republiken för en kort tid en världsmakt – mest på grund av sin stora flotta. Man upplevde en period av ekonomisk, vetenskaplig och kulturell tillväxt.

## Krigets bakgrund
De nederländska provinserna förklarade inte självständighet från Spanien samtidigt. Några, framförallt i vad som nu är Belgien, stannade under spanskt styre. Det var tidigt framför allt gueuserna som ledde kampen mot Spanien.
Karl V föddes i Gent år 1500 och uppfostrades i Nederländerna. Han abdikerade till förmån för sin son Filip II år 1556. Filip var huvudsakligen intresserad av den spanska delen av imperiet. Vid den tiden hade kalvinismen blivit spridd i Nederländerna. År 1566 stormade kalvinister katolska kyrkor och förstörde statyer av helgon (beeldenstorm på holländska, "bildstorm") som de ansåg vara hädiska. För att stoppa förstörelsen och oron skickade Filip hertigen av Alba, Fernando Álvarez de Toledo (med öknamnet "Järnhertigen"), till Nederländerna med en armé.

## Kriget
Vilhelm I av Oranien försökte 1568 driva ut den impopuläre hertigen från Bryssel. Han såg inte detta som förräderi mot Filip, och hans syn på saken finns i Nederländernas nationalsång, Wilhelmus, där de sista raderna lyder (i översättning): "Jag har alltid ärat den spanske konungen".
Vilhelm fick inte mycket stöd från det holländska folket och var tvungen att fly. Hans medkonspiratörer, grevarna Lamoraal Egmont och Filip av Montmorency stannade kvar och blev halshuggna på order av hertigen av Alba. Alba introducerade också en skatt för att finansiera sin armé (Tiende pennin på holländska eller la désima på spanska).

### Unionerna i Atrecht och Utrecht
Den 6 januari 1579, på grund av den nya spanska guvernören Alessandro Farnese, hertig av Parma och Piacenza, skrev de sydliga provinserna (i dagens Belgien) på unionen i Atrecht, där de uttryckte sin lojalitet gentemot den spanske kungen. Under de följande tio åren konverterades mycket av området tillbaka till katolicismen.
Den 23 januari 1579 förenade Vilhelm de nordliga protestantiska staterna Holland, Zeeland, Utrecht, Gelderland och Groningen i unionen i Utrecht. Senare (1581) ledde den här unionen till självständighet från Spanien och skapandet av Republiken Förenade Nederländerna.

### Hjälp från utlandet
År 1581 skickade spanjorerna en armé för att återta de förlorade provinserna. Detta fick ganska bra resultat då Vilhelm mördades den 10 juli. Efter nederlagen vände sig Förenade Nederländerna till både Frankrike och England. De gick så långt som att erbjuda en nederländsk monarki, något som båda länderna avböjde.
England hade inofficiellt stött holländarna under föregående år och bestämde sig nu för att ingripa mer direkt. 1585 skickade Elisabet I Robert Dudley, earl av Leicester för att hjälpa holländarna med fem- till sextusen man och tusen hästar. Wilhelms son, Moritz av Nassau gick snart över earlens huvud och tog kontrollen över armén 1587, så Robert Dudley återvände till England. Engelsmännens närvaro, som kom att vara till 1604 var en av anledningarna till att spanjorerna skickade spanska armadan mot England 1588.
Under Moritz' ledarskap gjorde många av de sydliga provinserna uppror mot spanjorerna, eller blev erövrade av Förenade Nederländerna. Spanien var hårt pressat finansiellt efter förlusten av armadan och när Frankrike förklarade krig 1595 var det dråpslaget mot spanska kronan, som gjorde bankrutt följande år, dock inte för första gången.

### Vapenstilleståndet
Under stor finansiell och militär press gav Filip upp de södra provinserna till sin dotter Isabella Clara Eugenia av Spanien och måg ärkehertig Albrekt VII av Österrike 1598, strax efter fördraget i Vervins med Frankrike. Detta återskapade ungefär gränserna för Burgund.
År 1604, efter att Jakob I blivit kung av England, slöt han fred med Spanien i Londonfördraget.
År 1609 inledde ett vapenstillestånd (efteråt kallat tolvårsfreden), mellan Förenade Nederländerna och de södra provinserna, frammedlat av Frankrike och England i Haag.

### Stridsyxan grävs upp på nytt

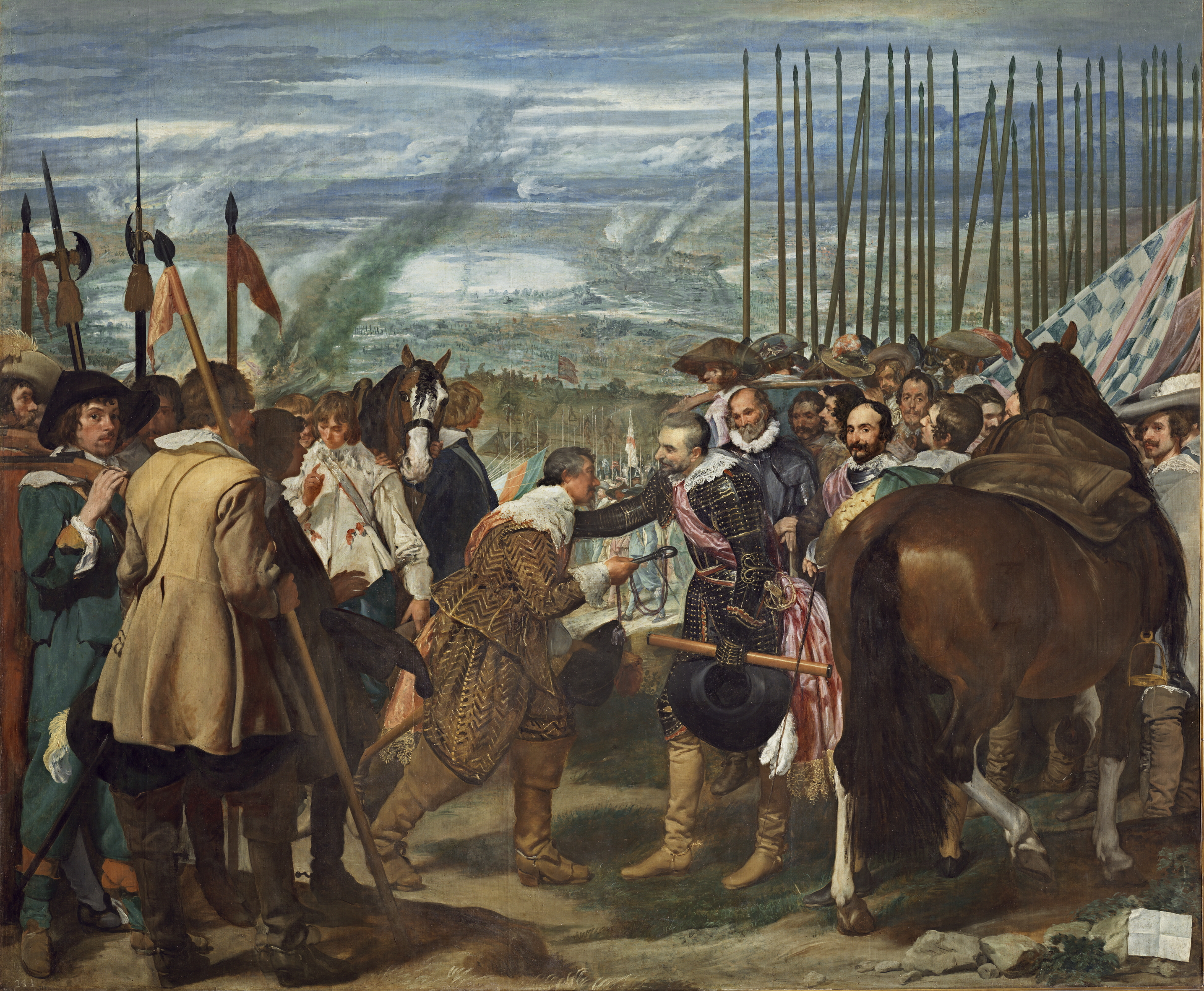
Diego Velázquez tavla "Överlämnadet av Breda", målad 1632.

Efter Moritz död 1625 och i avsaknaden av en permanent fred fortsatte hans halvbror Fredrik Henrik konflikten mot de sydliga provinserna.
För att hjälpa södern skickade Spanien en armada mot Flandern med 20 000 soldater, vilken besegrades av amiral Maarten Tromp i sjöslaget vid Downs 1639.

### Fred
Den 30 januari 1648 avslutades kriget i fördraget i Münster, vilket var en del i den Westfaliska freden som också avslutade det Trettioåriga kriget.